# DJ쇼 트라이앵글
《DJ쇼 트라이앵글》은 2017년 5월 28일부터 2017년 7월 30일까지 SBS TV에서 방영된 음악 프로그램이다.

## 출연자

### 진행자
- 김윤아

### 패널
- 홍석천
- 뮤지
- 강남
- 신보라
- 샘 오취리
- 이열음

### 강남 크루
- 용감한 형제
- 데이워커
- 반달락
- 숀
- 스매셔
- 인사이드 코어
- 준코코

### 이태원 크루
- 윤일상
- 바가지 바이펙스써틴
- 코난
- 얀 카바예
- 바리오닉스
- 아파치
- 구스범스

### 홍대 크루
- 라이머
- 다큐
- 바스트
- 스프레이
- 아이티
- 쥬스
- 플로지 & 루이마위

## 같이 보기
- 헤드라이너
- 박진영의 파티피플